# Aleksandar Rakić
Aleksandar Rakić (Viena, 6 de febrero de 1992) es un artista marcial mixto austriaco que actualmente compite en la división de peso semipesado de Ultimate Fighting Championship (UFC). Siendo un competidor profesional desde 2011, también ha competido en Final Fight Championship en su Austria natal. Desde el 1 de agosto de 2023, está en la posición #5 del ranking de peso semipesado de UFC.

## Primeros años
Nació y creció en Viena, en el seno de una familia serbia. De niño, jugaba al fútbol. Sin embargo, era agresivo hasta el punto de ser expulsado del equipo. Como forma de descargar su exceso de energía, empezó a competir en kickboxing y boxeo cuando tenía 13 años. Acumuló más de 40 combates antes de pasar a las MMA a la edad de 19 años, ya que quería incorporar el grappling y la lucha libre a sus habilidades de combate.

## Carrera de artes marciales mixtas

### Carrera temprana
Comenzó su carrera profesional de MMA en 2011, compitiendo principalmente en el circuito europeo, y acumuló un récord de 8-1 antes de ser contratado por la UFC en marzo de 2017.

### Ultimate Fighting Championship

#### 2017
Rakić debutó en la UFC el 2 de septiembre de 2017 contra Francimar Barroso en UFC Fight Night: Volkov vs. Struve en Róterdam, Países Bajos. Ganó el combate por decisión unánime.

#### 2018
Se esperaba que Rakić enfrentara a Gadzhimurad Antigulov el 24 de febrero de 2018 en UFC on Fox: Emmett vs. Stephens. Sin embargo, se informó el 7 de febrero de 2018, que Antigulov fue retirado del combate, citando una lesión, como resultado, el combate fue cancelado.
Rakić enfrentó a Justin Ledet el 22 de julio de 2018 en UFC Fight Night: Shogun vs. Smith. Ganó el combate por decisión unánime.
Rakić enfrentó a Devin Clark el 8 de diciembre de 2018 en UFC 231. Ganó el combate por TKO en el primer asalto.

#### 2019
Rakić enfrentó a Jimi Manuwa el 1 de junio de 2019 en UFC Fight Night: Gustafsson vs. Smith. Ganó el combate por KO en el primer asalto. Esta victoria le valió el premio a la Actuación de la Noche.
Rakić enfrentó a Volkan Oezdemir el 21 de diciembre de 2019 en UFC Fight Night: Edgar vs. The Korean Zombie. Perdió el combate por decisión dividida. 7 de 8 miembros de los medios de comunicación puntuaron el combate a favor de Rakić.

#### 2020
El 17 de febrero de 2020, Rakić anunció en sus redes sociales que había firmado un nuevo contrato de seis combates con la UFC.
Rakić enfrentó a Anthony Smith el 29 de agosto de 2020 en UFC Fight Night: Smith vs. Rakić. Ganó el combate por decisión unánime.

#### 2021
Rakić enfrentó a Thiago Santos el 6 de marzo de 2021 en UFC 259. Ganó el combate por decisión unánime.

#### 2022
Rakić estaba programado para enfrentar a Jan Błachowicz el 26 de marzo de 2022 en UFC on ESPN: Blaydes vs. Daukaus. Sin embargo, a finales de enero Błachowicz se retiró por lesión y el combate fue reprogramado para UFC on ESPN: Błachowicz vs. Rakić el 14 de mayo de 2022. Perdió el combate por nocaut técnico en el tercer asalto después de no poder continuar debido a una lesión en la rodilla.

#### 2024
Luego de una ausencia de dos años, Rakić estaba programado para enfrentar a Jan Błachowicz en una revacha el 20 de enero de 2024, en UFC 297. Sin embargo, Błachowicz se retiró de la pelea por una cirugía de hombro. Rakić fue reprogramado para enfrentar al ex-Campeón Mundial de Peso Semipesado de UFC Jiří Procházka el 13 de abril de 2024, en UFC 300. Rakić perdió la pelea por TKO en el segundo asalto.
Rakić está programado para enfrentar a Magomed Ankalaev el 26 de octubre de 2024, en UFC 308.

## Campeonatos y logros
- Ultimate Fighting Championship
  - Actuación de la Noche (una vez) vs. Jimi Manuwa[38]

## Récord en artes marciales mixtas
| Récord profesional | Récord profesional | Récord profesional |
| 19 peleas          | 14 victorias       | 5 derrotas         |
| ------------------ | ------------------ | ------------------ |
| Nocaut             | 9                  | 2                  |
| Sumisión           | 1                  | 1                  |
| Decisión           | 4                  | 2                  |

| Resultado | Récord | Oponente          | Método                       | Evento                                       | Fecha                    | Ronda | Tiempo | Localización      | Notas                  |
| --------- | ------ | ----------------- | ---------------------------- | -------------------------------------------- | ------------------------ | ----- | ------ | ----------------- | ---------------------- |
| Derrota   | 14-5   | Magomed Ankalaev  | Decisión (unánime)           | UFC 308                                      | 26 de octubre de 2024    | 3     | 5:00   | Abu Dhabi         |                        |
| Derrota   | 14-4   | Jiří Procházka    | TKO (golpes)                 | UFC 300                                      | 13 de abril de 2024      | 2     | 3:17   | Las Vegas, Nevada |                        |
| Derrota   | 14-3   | Jan Błachowicz    | TKO (lesión de rodilla)      | UFC on ESPN: Błachowicz vs. Rakić            | 14 de mayo de 2022       | 3     | 1:11   | Las Vegas, Nevada |                        |
| Victoria  | 14-2   | Thiago Santos     | Decisión (unánime)           | UFC 259                                      | 6 de marzo de 2021       | 3     | 5:00   | Las Vegas, Nevada |                        |
| Victoria  | 13-2   | Anthony Smith     | Decisión (unánime)           | UFC Fight Night: Smith vs. Rakić             | 29 de agosto de 2020     | 3     | 5:00   | Las Vegas, Nevada |                        |
| Derrota   | 12-2   | Volkan Oezdemir   | Decisión (dividida)          | UFC Fight Night: Edgar vs. The Korean Zombie | 21 de diciembre de 2019  | 3     | 5:00   | Busan             |                        |
| Victoria  | 12-1   | Jimi Manuwa       | KO (patada a la cabeza)      | UFC Fight Night: Gustafsson vs. Smith        | 1 de junio de 2019       | 1     | 0:42   | Estocolmo         | Actuación de la Noche. |
| Victoria  | 11-1   | Devin Clark       | TKO (golpes)                 | UFC 231                                      | 8 de diciembre de 2018   | 1     | 4:05   | Toronto, Ontario  |                        |
| Victoria  | 10-1   | Justin Ledet      | Decisión (unánime)           | UFC Fight Night: Shogun vs. Smith            | 22 de julio de 2018      | 3     | 5:00   | Hamburgo          |                        |
| Victoria  | 9-1    | Francimar Barroso | Decisión (unánime)           | UFC Fight Night: Volkov vs. Struve           | 2 de septiembre de 2017  | 3     | 5:00   | Róterdam          |                        |
| Victoria  | 8-1    | Sergio Souza      | TKO (golpes)                 | Austrian Fight Challenge 5                   | 4 de marzo de 2017       | 1     | N/A    | Viena             |                        |
| Victoria  | 7-1    | Martin Batur      | KO (puñetazo)                | Austrian Fight Challenge 1                   | 20 de junio de 2015      | 1     | 0:26   | Viena             |                        |
| Victoria  | 6-1    | Marcin Prachnio   | TKO (golpes)                 | Final Fight Championship 16                  | 6 de diciembre de 2014   | 3     | 3:00   | Viena             |                        |
| Victoria  | 5-1    | Norbert Péter     | TKO (golpes)                 | HG: Heimgala 2                               | 13 de septiembre de 2014 | 1     | 4:57   | Viena             |                        |
| Victoria  | 4-1    | Péter Rozmaring   | Sumisión (north-south choke) | Vendetta: Rookies 2                          | 6 de julio de 2013       | 1     | 1:32   | Viena             |                        |
| Victoria  | 3-1    | Laszlo Czene      | KO (patada en la cabeza)     | WFC: Challengers 3                           | 3 de junio de 2012       | 1     | N/A    | Viena             |                        |
| Victoria  | 2-1    | Richard Longhimo  | TKO (golpes)                 | Iron Fist: Vendetta 3                        | 18 de marzo de 2012      | 2     | 4:30   | Viena             |                        |
| Victoria  | 1-1    | Carsten Lorenz    | TKO (golpes)                 | New Talents 15                               | 4 de febrero de 2012     | 1     | 1:42   | Erfurt            |                        |
| Derrota   | 0-1    | Christian Radke   | Sumisión (guillotine choke)  | Rock the Cage 2                              | 15 de octubre de 2011    | 1     | 4:34   | Greifswald        |                        |